# Bob Denver
Robert Osbourne (Bob) Denver (New Rochelle, 9 januari 1935 – Winston-Salem, 2 september 2005) was een Amerikaanse komische acteur. Hij speelde onder meer Gilligan in de sitcom Gilligan's Island.

## Biografie

### Jonge jaren en televisiecarrière
Na Denvers verhuizing naar Brownwood, studeerde hij af aan de Loyola University in Los Angeles.
Denver vond eerst werk als postbode. Daarna werd hij coach lichamelijke opvoeding en doceerde hij wiskunde aan de Corpus Christi School.
Denver debuteerde als acteur in 1959, toen hij samen met Dwayne Hickman in The Many Loves of Dobie Gillis speelde. In 1963 kreeg Denver een kleine Jimmy Stewarts film, Take Her, She's Mine en in 1964 was hij te zien in de film For Those Who Think Young.
Hoewel zijn rollen voornamelijk komisch waren, trad hij één keer op in een dramatische rol in een aflevering van de serie Dr. Kildare.

### Gilligan's Island

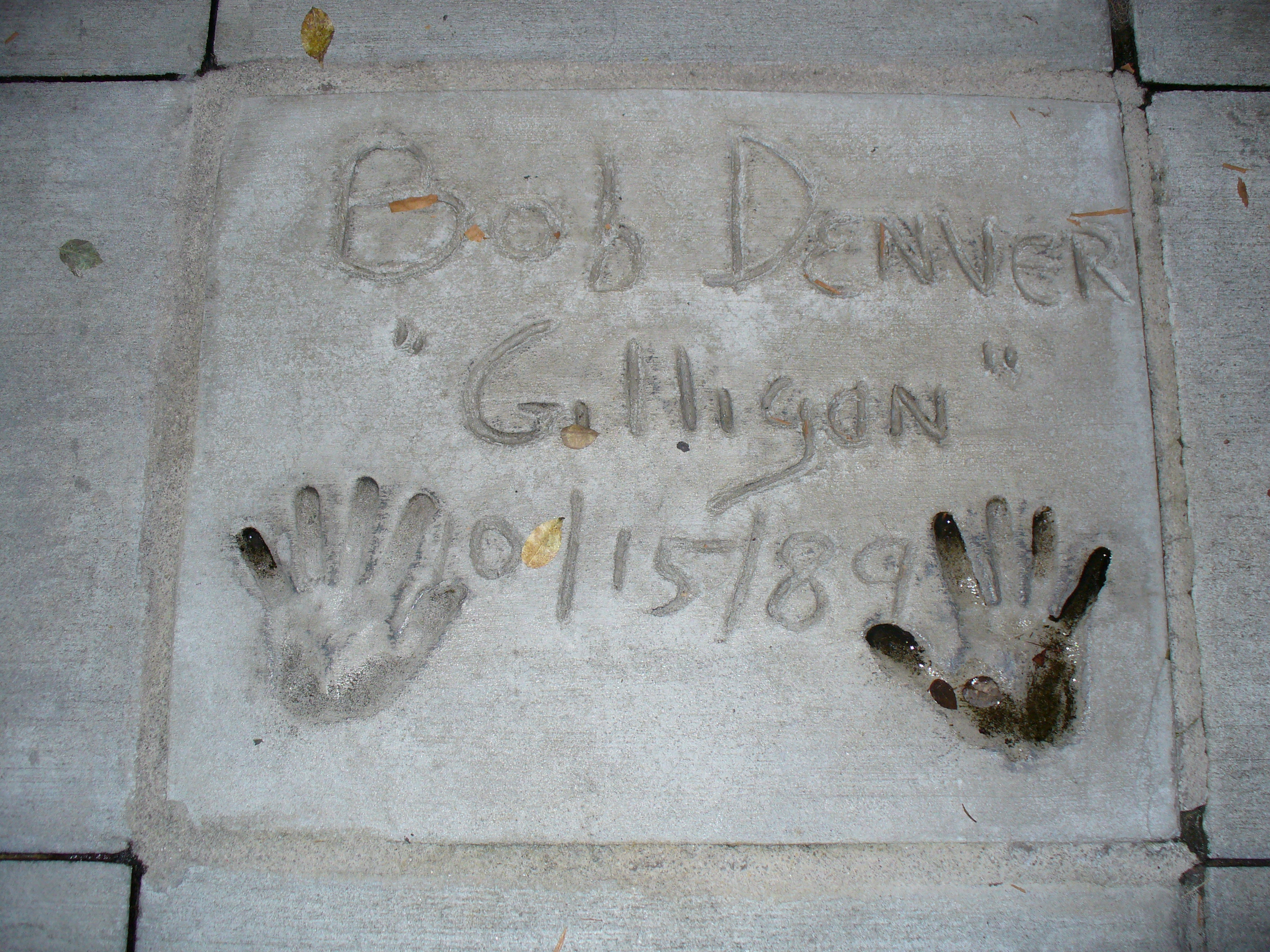
Bob Denvers naam en handafdrukken in cement

In 1964 begon Denver met het vertolken van de rol van Gilligan in Gilligan's Island. Hij was eigenlijk tweede keuze voor de rol. Acteur Jerry Van Dyke werd eerst gevraagd, die koos voor een rol in de serie My Mother the Car.
De rol van Gilligan werd Denvers grootste succes. Hij vertolkte de rol eveneens in de twee spin-off animatieseries en de drie televisiefilms gebaseerd op de serie.

### Latere carrière
Na Gilligan's Island trad Denver op in series als The Good Guys (1968–1970), Love American Style en Dusty's Trail (1973).
In 1998 werd Denver gearresteerd omdat er een pakje marihuana naar zijn huis was gestuurd. Eerst beweerde hij dat dit kwam van Dawn Wells (de actrice die in Gilligan's Island de rol van Mary Ann speelde), maar in de rechtszaal weigerde hij haar naam te noemen en beweerde dat een gestoorde fan het mogelijk op had gestuurd.
Later keerde Denver terug naar zijn geadopteerde huis in Princeton. Samen met zijn vrouw Dreama runde hij daar een "oldies format" station genaamd WGAG-LP. Hij verdiende wat bij door bij bijeenkomsten voor Gilligan te spelen.
In mei 2005 onderging Denver een Coronary Artery Bypass Graft en werd er keelkanker bij hem vastgesteld. Hij stierf op 2 september aan de gevolgen van een longontsteking en plaveiselcelcarcinoom van het strottenhoofd. Hij werd overleefd door zijn toenmalige vrouw, Derama Peery en zijn kinderen Patrick, Megan, Emily en Colin, geboren in drie van zijn vier verschillende huwelijken.